# UDP-N-acetilmuramoilpentapeptid-lizin N6-alaniltransferaza
UDP-N-acetilmuramoilpentapeptid-lizin 6-alaniltransferaza (EC 2.3.2.10, alanil-transfer ribonukleat-uridin difosfoacetilmuramoilpentapeptid transferaza, UDP-N-acetilmuramoilpentapeptid lizin 6-alaniltransferaza, uridin difosfoacetilmuramoilpentapeptid lizin 6-alaniltransferaza, L-alanil-tRNK:UDP--acetilmuramoil--alanil--glutamil--lizil--alanil-D-alanin 6-N-alaniltransferaza) je enzim sa sistematskim imenom L-alanil-tRNK:UDP--acetilmuramoil--alanil--glutamil--lizil--alanil--alanin 6-alaniltransferaza. Ovaj enzim katalizuje sledeću hemijsku reakciju
-alanil-tRNK + UDP--acetilmuramoil--alanil--glutamil--lizil--alanil--alanin {\displaystyle \rightleftharpoons } tRNK + UDP--acetilmuramoil--alanil--glutamil-N6-(L-alanil)-L-lizil--alanil-D-alanin
Ovaj enzim takođe deluje na L-seril-tRNK.

## Literatura
- Nicholas C. Price; Lewis Stevens (1999). Fundamentals of Enzymology: The Cell and Molecular Biology of Catalytic Proteins (Third изд.). USA: Oxford University Press. ISBN 019850229X.
- Eric J. Toone (2006). Advances in Enzymology and Related Areas of Molecular Biology, Protein Evolution (Volume 75 изд.). Wiley-Interscience. ISBN 0471205036.
- Branden C; Tooze J. Introduction to Protein Structure. New York, NY: Garland Publishing. ISBN 0-8153-2305-0.
- Irwin H. Segel. Enzyme Kinetics: Behavior and Analysis of Rapid Equilibrium and Steady-State Enzyme Systems (Book 44 изд.). Wiley Classics Library. ISBN 0471303097.
- William P. Jencks (1987). Catalysis in Chemistry and Enzymology. Dover Publications. ISBN 0486654605.

## Spoljašnje veze
- UDP-N-acetylmuramoylpentapeptide-lysine+N6-alanyltransferase на 